# Pjesma o Rolandu
Pjesma o Rolandu (fr. La Chanson de Roland, na hrv. ponekad i Pjesan o Rolandu) je epska poema iz žanra chanson de geste s kraja 11. stoljeća. Najpoznatija je iz serije starofrancuskih junačkih pjesama o Karlu Velikom, nastalih u razdoblju između druge polovice 11. stoljeća i 1130. Autor i točno vrijeme nastanka nisu sigurno utvrđeni.
Sadrži oko 4000 stihova na starom francuskom jeziku. Pjeva o događanjima starim tri stoljeća, tj. borbi viteza Rolanda (ili Hrudlana), markiza bretonskih močvara, protiv moćne vojske u bitci kod Roncevauxa, Rolandovoj pogibiji i kasnijoj osveti Karla Velikog. Postoji devet sačuvanih rukopisa teksta ovog epa, pri čemu je verzija iz Oxforda napisana na anglo-normandskom jeziku. Francisque Michel je 1837. priredio prvo izdanje za tisak. Kritička izdanja s iscrpnim osvrtom priredili su Joseph Bédier 1922. i Raoul Mortier 1939.
Povjesničari vjeruju da su se karolinški vitezovi u spomenutoj bitci borili protiv gerile naroda Baska, a ne Avara. Na ovaj način je jedan lokalni rat predstavljen kao sveti rat, vjerojatno da bi se potkrijepili razlozi za Križarske ratove. Klasični je primjer srednjovjekovne dvorske literature koja slavi povijest, legende, viteštvo i feudalni ponos. Lik Rolanda ima sve odlike idealnog srednjovjekovnog viteza: hrabar je, lojalan vazal, odan kralju i crkvi.
Pjesma o Rolandu inspirirala je mnoge europske pjesnike. Na njemački jezik je prevedena 1170. Pjesnik Matteo Maria Boiardo napisao je djelo Zaljubljeni Roland u 15. stoljeću, dok je Ludovico Ariosto objavio poemu Bijesni Orlando 1532. Legendarni lik Rolanda je posebno inspirirao autore romantizma koji su ga obrađivali u romansama i baladama (Uhland, Stober, Vigny, Hugo i drugi).
Prvi cjeloviti prijevod "Pjesme o Rolandu" na hrvatski jezik, rad Mate Marasa, je izdala Matica hrvatska 2015. Maras je preveo ep u tradiciji deseterca kakav se nalazi u junačkim narodnim pjesmama i Razgovoru ugodnom naroda slovinskoga Andrije Kačića Miošića.

## Vanjske poveznice
- The Digby 23 Project at Baylor University  Arhivirana inačica izvorne stranice od 2. prosinca 2012. (Wayback Machine)
- The Song of Roland  Arhivirana inačica izvorne stranice od 16. studenoga 2004. (Wayback Machine)
- La Chanson de Roland (Old French)
- Earliest manuscript of the Chanson de Roland, readable online images of the complete original, Bodleian Library MS. Digby 23 (Pt 2) "La Chanson de Roland, in Anglo-Norman, 12th century, ? 2nd quarter".
- Old French Audio clips of a reading of The Song of Roland in Old French